# Hemygascelis
Hemygascelis is een geslacht van kevers uit de familie bladkevers (Chrysomelidae).
De wetenschappelijke naam van het geslacht werd in 1896 gepubliceerd door Martin Jacoby.

## Soorten
- Hemygascelis longicollis (Jacoby, 1896)